# 桜井正光
桜井 正光（さくらい まさみつ、1942年1月8日 - 2024年1月24日）は、日本の経営者。リコー特別顧問、日本気候リーダーズ・パートナーシップ代表、NPO法人日本防災士機構評議員、経済同友会代表幹事を務めた。

## 来歴
東京都出身。東京都立墨田川高等学校、早稲田大学第一理工学部工業経営学科卒業後、リコー入社。1993年Ricoh Europe B.V.取締役社長。
コピー機関連の英国工場の立ち上げや、海外販社の運営、研究開発部門で手腕を発揮。1996年に上席役員を八人抜いての大抜擢で社長に就任した。「販売のリコー」と呼ばれる同社で技術者出身社長は初めて。11年間社長を務め、連結の売上高は約2倍の2兆689億円、純利益は約5倍の1117億円に拡大させた。
2004年ビジネス機械・情報システム産業協会会長。2005年日本品質管理学会会長。2007年にリコー会長に就任。同年、経済同友会代表幹事に就任し、2011年4月まで務めた。2013年4月、リコー特別顧問。2017年3月、リコー特別顧問を勇退。また、日本気候リーダーズ・パートナーシップ代表を退任し、顧問に就任。
2003年名誉大英帝国勲章CBE受章、2006年フランス共和国レジオン・ドヌール勲章オフィシエ受章、2010年早稲田大学名誉博士。
2024年1月24日、急性気管支肺炎のため、死去した。82歳没。

## 人物
法華経の一節「まさに知るべし、この処これ即ち道場なり」が信条。
欧州勤務が長く、企業の環境保全に対する意識の高さを学んだ。リコーのスタンスとして「環境経営」を唱え、環境税導入に積極的で、これに反対する御手洗冨士夫日本経団連会長としばしば対立した。
経済同友会代表幹事としては環境政策で意見をともにする民主党との良好な関係を築いていたが、企業・団体献金については廃止の方針を貫くべきと主張するなど是々非々の立場であった。
2007年に第36回ベストドレッサー賞を受賞するなど財界活動以外でも注目を集める。趣味は英国赴任時代に覚えたクレー射撃。